# Thomas Høgsted
Thomas Høgsted (født 8. august 1977) er en dansk sangskriver og musikproducer fra Nordjylland. Han var den ene halvdel af producerteamet Darwich & Garcia som stod bag bl.a Creamy og Razz. Høgsted har skrevet og produceret for et utal af artister, både danske og udenlandske.

## Tidlige liv
Thomas Høgsted blev født d. 8 august 1977. Han voksede op med en far der spillede trommer i et lokalt band, en lillebror der gik til orgel og en søster der spillede i pigegarde. Høgsted havde dog en drøm at blive forfatter, efter at have brugt det meste af sin fritid på det lokale bibliotek. Så det meste af tiden gik i stedet med at skrive historier og læse bøger. Først i gymnasiet fik han interesse for musik.
Efter at være blevet introduceret til et tracker program til en amiga 500 computer, gik det stærkt med at lære. Computeren blev droppet og der blev købt synthesizere, samplers og andet musikgrej. Høgsted lærte at spille guitar og startede til klaverundervisning. I 1995 blev computeren forbundet med instrumenterne og der begyndte produktionerne for alvor at tage fart. Samtidig startede Høgsted med at spille som ambient og techno DJ på spillested Tusindfryd i Aalborg.

## Karriere
Siden Thomas begyndte at producere sammen med Ahmad Darwich i 1996 har de to haft meget succes. Duoen skabte pigegruppen Creamy, som fik stor succes i slutningen af 1990'erne. Derudover stod de bag flere MGP stjerner, bl.a Razz fra Aalborg. Det blev til flere udgivelser i Asien og Skandinavien, inden Thomas forlod teamet i 2005. Høgsted har produceret musik for en række deltagere fra MGP heriblandt Sisse Marie Søby, Bips'n chips, Shout og Anne Gadegaard.
I 2017 producerede han for Elias, der medvirkede i 3. sæson af Danmark har talent.
Han blev landskendt for sin deltagelse i Baren i 2002, hvor han nåede på 2. pladsen.

## Diskografi som producer
- Creamy - Creamy (1999)
- SMiLE.dk - "Dragonfly" (1999)
- Sonny & Jeanne - "Sig du kan lide mig" (2000)
- Creamy - We Got the Time (2000)
- Mirah - "Will to survive" (2000)
- Das Saint - "One more time" (2000)
- Mardia - "Knock knock knocking" (2001)
- Cocktail - "Uma ma" (2001)
- Bips'n chips - "Computersangen" (2001)
- Sisse Søby - "Dj Baby" (2001)
- Sisse Søby - "Det bli'r aldrig os igen" (2001)
- B-sides - "Respect your dj" (2001)
- Creamy - ChristmasSnow (2001)
- Zynergy - "Bang bang" (2002)
- Zynergy - "Wig Wam Bam" (2002)
- Razz - Kickflipper (2002)
- Catch - "Walk on water" (2002)
- CBastian - "Lumberjack" (2002)
- Covergirl - "Believe" (2003)
- Razz - Kast dine hænder op (2003)
- Ivy D - "Stop that time" (2003)
- Commander - "I command you to dance" (2003)
- Shout - "Guld og grønne skove" (2003)
- Shout - "En af de dage" (2003)
- Anne Gadegaard - "Jamaica" (2003)
- Anne Gadegaard - "Tju tju bang" (2003)
- Ice - "Singing Dam Di Da Doo" (2004)
- Dj Encore - "Walk on water" (2004)
- JJ Spencer - "Better safe than sorry" (2004)
- Caroline - "Actionman" (2005)
- JJ Little - Christmas with JJ (2007)
- Onkel Jes - (2009, flere sange)
- Amalie - "I mine sko" (2010)
- Michel Rune - "Min indre stemme" (2011)
- Kelde - "One more night" (2012)
- Michael Rune - "Mit et og alt" (2012)
- Darwich feat. Anna David - "Solstorm" (2012)
- Mads Christian - "Crash landing" (2016)
- Nighthunters - "I don't give a duck" (2016)
- Elias - "Rolig" (2016)
- Elias - "Alarm alarm" (2017)
- Elias - "Tænker du på mig" (2017)
- Elias - "Google det" (2017)
- Elias - "Hader mig" (2017)